# اوغوز آتای

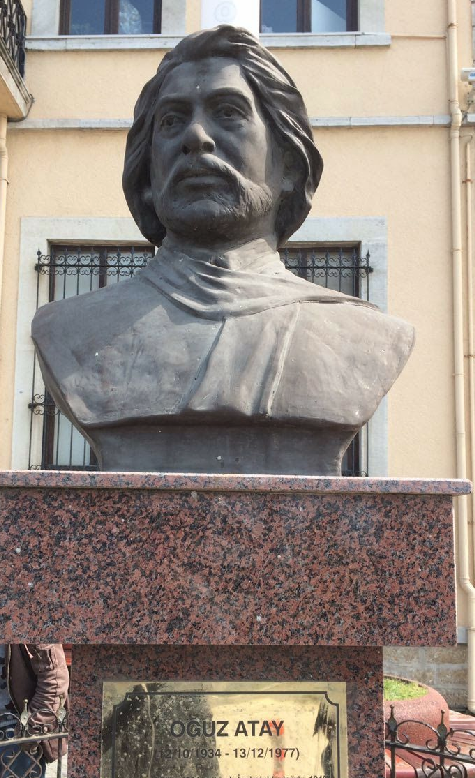
مجسمه اوغوز آتای

اوغوز آتای (ترکی استانبولی: Oğuz Atay) (زاده ۱۹۳۴- مرگ ۱۹۷۷) یکی از پیشگامان رمان نوین در ترکیه بود. اولین رمان او با نام جدا افتاده (Tutunamayanlar)، در سال ۱۹۷۱ چاپ شد که هرگز در طول عمر او تجدید چاپ نشد و میان منتقدان نیز بحث برانگیز شد. در سال ۱۹۸۴ و پس از چاپ نسخه جدید، جداافتاده پرفروش‌ترین رمان آن زمان ترکیه شد.نظرسنجی یونسکو این رمان را "احتمالاً برجسته‌ترین رمان ادبیات قرن بیست و یکم ترکیه" توصیف می‌کند و درباره آن می‌افزاید "حتی یک مترجم متخصص با کلیدیوسکوپ مذهبی و معیارهای خالص را نیز به مبارزه می‌طلبد."
سه ترجمه تا به حال از این رمان منتشر شده است: Het leven in stukken به هلندی توسط هاننکه ون در هیون و مارگارات دورگین (Athenaeum-Polak & v Gennep، ۲۰۱۱)؛ Die Haltlosen به آلمانی، ترجمه شده توسط یوهان نونر(Binooki، ۲۰۱۶)؛ و به زبان انگلیسی، به عنوان Disconnected ، ترجمه شده توسط سوون سیدی (Olric Press، ۲۰۱۷).

## زندگی
اوغوز آتای در ۱۲ اکتبر ۱۹۳۴ در استان اینه‌بلو ترکیه شهر کاستامونو متولد شد. پدرش، کمیل آتی ، قاضی و همچنین عضو پارلمانحزب جمهوریخواهان (ترکیه) بود. او تحصیلات ابتدایی و متوسطه را در آنکارا به انجام رساند و تحصیلات دبیرستانش را در مدرسه ماریف کالجی این شهر پایان داد و مدرک کارشناسی خود را در مهندسی عمران دانشگاه استانبول اخذ کرد. او در همان دانشگاه به عضویت هیئت علمی در آمد و در سال ۱۹۷۵ به رتبه دانشیاری رسید.
مشهورترین رمان او، جدا افتاده در سال ۱۹۷۱ و دومین رمان او " نمایش‌های خطرناک " در سال ۱۹۷۳ منتشر شد. او نویسنده‌ی چندین نمایشنامه، داستان کوتاه، و بیوگرافی بوده است. آتای در ۱۳ دسامبر ۱۹۷۷ در اثر تومور مغزی و پیش از آنکه بتواند پروژه نهایی خود با نام "Turkiye'nin Ruhu" را تکمیل کند، فوت کرد .

## آثار
- بازی‌های خطرناک (ترجمه: علیرضا سیف‌الدینی)

## تأثیرات و دستاوردها
آتای از نسلی از ترک‌ها است که عمیقاً متعهد به فرهنگ غربی، علمی و سکولاری است که توسط انقلاب دهه ۱۹۲۰ نیز تشویق می شد. او با اینکه ادبیات دوره عثمانی را به خوبی می‌شناخت و به صورت خاص شناخت خوبی از شعر دیوانی داشت، اما هیچ‌گونه نوستالژی و دلبستگی به فساد اواخر امپراتوری عثمانی نداشت. با این حال، فرهنگ غربی که آتای در اطرافش می‌دید، عمدتاً نوعی از استعمار بود که باعث خدشه‌دار شدن نکات مثبت زندگی ترکی در ذهنش می‌شد. او با سنت‌گرایانی که برای مقابله با فرهنگ غربی از داستان‌های نامحتمل تاریخ ابتدای ترکیه سود می‌بردند، به هیچ وجه مدارا نمی‌کرد و خیلی زود طاقتش در مقابله با سوسیالیستهای زیرزمینی دهه ۱۹۶۰ طاق شد. اگر چه برخی دیگر از نویسندگان خوب ترکیه مانند احمد حمدی تانپینار ، داستانهایی راجع به مدرنیزه شدن ترکیه نوشته‌اند، اما هیچ‌یک از آن‌ها به شیوه‌ای که آتای برای برخورد با زندگی داشت نزدیک هم نشدند. در حقیقت، تقریباً تنها نویسندهٔ ترکیه دوره جمهوریخواهی که نامش در آثار آتای آمده ناظم حکمت است.
از زمان انتشار جداافتاده بسیاری از رمان‌نویسان ترکیه سبک‌های سنتی را کنار گذاشتند. ابتدا نویسندگان کمی قدیمی‌تر مانند عدالت آاوغلو، و سپس دیگران از جمله اورهان پاموک و لطیف تکین به این روش جدید روی آوردند .